# Johann Friedrich Schär
Johann Friedrich Schär (21 de marzo de 1846 en Ursellen; † 15 de septiembre de 1924 en Muttenz) fue un pedagogo y economista suizo. Fue uno de los "padres fundadores" y pionero de la administración de empresas (BWL, por sus siglas en alemán), fundador de su dirección ético-normativa y descubridor del punto de equilibrio (Break-Even-Point). Se le considera un pionero del movimiento cooperativo suizo.

## Vida
Schär nació como el mayor de tres hermanos en la aldea de Ursellen, en el Emmental. Su padre era quesero. Después de la escuela primaria, asistió a la escuela secundaria en Zollbrück y luego al seminario de profesores en Münchenbuchsee. A los 19 años se convirtió en maestro en Wattenwil. En 1867 obtuvo el examen de patente para profesores de secundaria y preparatoria en la Universidad de Berna y comenzó a enseñar física, química, matemáticas y gimnasia como profesor de seminario. En 1869 se convirtió en profesor principal de física y química en el seminario de profesores de Berna en Münchenbuchsee.
"Desde el principio, consideré la profesión de maestro desde una perspectiva más elevada; mi trabajo no debería estar limitado al estrecho espacio del aula; quería llevar mis ideales al pueblo. Un maravilloso libro me dio el impulso decisivo; el "Pueblo alquimista" de Zschokke, que encontré en la recién fundada biblioteca de la escuela". - Johann Friedrich Schär, 1920.
De 1870 a 1874 trabajó como gerente de una empresa exportadora de queso, además de ser hotelero y tabernero, y también trabajó brevemente como director de una fábrica. Más tarde se trasladó como profesor de secundaria a Bischofszell, donde se convirtió en rector en 1875. De 1880 a 1882 fue director de la escuela secundaria de niñas en Biel. De 1882 a 1903, Schär ocupó un puesto como profesor de ciencias comerciales en la Escuela Superior y posteriormente en la Escuela de Comercio del cantón en Basilea.
Ese mismo año se convirtió en miembro de la Asociación de Consumidores de Basilea y pronto se convirtió en su presidente. Entre 1892 y 1903 fue presidente de la Asociación de Cooperativas Suizas, hoy Coop. En 1889, a su sugerencia, se fundó la Sociedad Suiza de Tierras Libres. De 1891 a 1893 y de 1896 a 1903, fue miembro del Gran Consejo de Basilea como miembro del Partido Liberal Radical (FDP). Fue uno de los fundadores del Banco Cantonal de Basilea y miembro de su consejo de administración.
Schär fue nombrado profesor en la Universidad de Zúrich en 1903, donde asumió la primera cátedra de ciencias comerciales establecida en una universidad. En 1906 se trasladó a Berlín, donde enseñó como profesor titular de contabilidad, organización y pagos en la recién fundada Escuela Superior de Comercio de Berlín hasta 1919. Después de su jubilación, regresó a Suiza y se estableció en la colonia cooperativa de Freidorf en Muttenz.
Fue el primer académico en su disciplina que se esforzó por desarrollar un sistema completo de administración de empresas. Consideraba que la administración de empresas estaba estrechamente relacionada con la economía. Junto con Rudolf Dietrich (1896-1974) y Heinrich Nicklisch, fue un representante de la corriente ético-normativa de la administración de empresas. Algunas de sus obras importantes fueron "Allgemeine Handelsbetriebslehre" (Principios generales de gestión empresarial) y "Buchhaltung und Bilanz" (Contabilidad y balance). Estas publicaciones aún son relevantes en la actualidad (2018). La Sociedad Alemana de Administración de Empresas, fundada en 1905, otorgó la Medalla Johann Friedrich Schär hasta la década de 1970.
Schär escribió alrededor de 50 trabajos desde 1888, incluyendo la obra de referencia "Allgemeine Handelsbetriebslehre". Sus publicaciones y libros de texto se centraron principalmente en cuestiones de contabilidad y enfoques explicativos didácticos (teoría de las cuentas en dos columnas, contabilidad y balance en 1911). Muchos de sus artículos tratan sobre las cooperativas.
"Allgemeine Handelsbetriebslehre" de 1911 fue el primer libro de texto que apuntaba hacia el solidarismo en la orden económica y condujo a la teoría general de la administración de empresas. Según Schär, el lema del comercio no debería ser la búsqueda de beneficios, sino el principio económico de mediar entre productores y consumidores con los costos más bajos posibles. Para ello, Schär promovía el cálculo del llamado "punto muerto" (break-even point), es decir, la cantidad de producción en la que los ingresos cubren por primera vez los costos. Basado en esta demanda ético-normativa, argumentaba que la enseñanza de la economía privada debería estar integrada en la economía nacional.
Johann Friedrich Schär recibió varios reconocimientos, como el doctorado honoris causa por la Universidad de Zúrich en 1904 y por la Universidad de Colonia en 1923.

## Obra
- Freiland, die wahren Ursachen der sozialen Not, vom Standpunkt der Bodenbesitzreformer. Basilea 1892.
- Huber-Schär: Handbuch der Kontorpraxis. Berlín 1895.
- Die Bank im Dienste des Kaufmanns. 1904.
- Allgemeine Handelsbetriebslehre. Verlag G.A. Glöckner, Leipzig 1911.
- Buchhaltung und Bilanz. 1911.
- Die Genossenschaft im Lichte der wirtschaftlichen und sozialen Kämpfe der Gegenwart. Imprenta del Verbandes Schweizerischer Konsumvereine, Basilea 1912.
- Con Stanisław Marciniak: Erfolge der Kalkulation und Statistik im genossenschaftlichen Grossbetriebe. 1912.
- Vom Krieg zum Frieden, 3. Der bargeldlose Verkehr, ein Teil unserer Kriegsrüstung, 1917.
- Genossenschaftliche Reden und Schriften, Pioniere und Theoretiker des Genossenschaftswesens. Volumen 1, Verband schweizerischer Konsumvereine, Basilea 1920.
- Die Siedlungsgenossenschaft Freidorf. En: Bodenreform. Organ der Deutschen Bodenreformer 33, 1922, páginas 167–171.
- Umgestaltung der Geld- und Währungsverhältnisse des zwischenstaatlichen Zahlungsverkehrs und der Wechselkurse durch den Krieg. Verlag Simon, Berlín 1920.
- Lebenserinnerungen. Erster Band: Von der Emmentaler Sennhütte zum Katheder und Kontor. Verlag des Verbandes schweizerischer Konsumvereine, Basilea 1924.

- Fabrikbuchhaltung. Verlag für Sprach- und Handelswissenschaft S. Simon, Berlín 1929, edición completamente revisada por Adolf Ziegler.
- Doppelte Buchhaltung. Verlag für Sprach- u. Handelswissenschaft, Berlín 1928, 8.ª edición completamente revisada por Adolf Ziegler.
- Kaufmännische Unterrichtsstunden. System Schär-Langenscheidt. Curso completo de autoaprendizaje. Berlín 1927.
- Einfache und doppelte Buchhaltung. 8.ª edición, Berlín 1928.
- Buchhaltung und Bilanz. Sobre fundamentos económicos, legales y matemáticos para abogados, ingenieros, comerciantes y estudiantes de administración de empresas. 6.ª edición, Berlín 1932.
- Die soziale und wirtschaftliche Aufgabe der Konsumgenossenschaften. Librería de la Asociación de Cooperativas de Consumidores de Suiza, Basilea 1934, 2.ª edición.
- Buchhaltung und Bilanz. VDM, Müller, Saarbrücken 2007, Reimpresión.